# Ostrowite koło Golubia
Ostrowite koło Golubia – nieczynny przystanek osobowy w Ostrowitem, w gminie Golub-Dobrzyń, w powiecie golubsko-dobrzyńskim, w województwie kujawsko-pomorskim, w Polsce. Przystanek został zamknięty w dniu 1 października 1999 roku. Ostatni pociąg przejechał tędy 26 września 2009. Budynek dworca został zaadaptowany na mieszkanie.